# Sony Xperia Z1 Compact
De Sony Xperia Z1 Compact is een Android smartphone van Sony uit 2013. De telefoon heeft scherm met een beelddiagonaal van 11 cm (4,3 inch) en is een kleine versie van zijn broer, de Sony Xperia Z1. 
De telefoon werd in oktober 2013 gepresenteerd in Japan. Vanaf februari 2014 was hij te koop in Nederland. De telefoon is water- en stofdicht: hij heeft een IP-code van IP55 en IP58. Ook heeft de telefoon een camera van 20,7 megapixel. De telefoon werd goed ontvangen; onder meer door Tweakers en hardware.info. De telefoon kan zich meten met topmodellen, ondanks zijn kleinere scherm.